# Giovanni Francesco Gonnelli

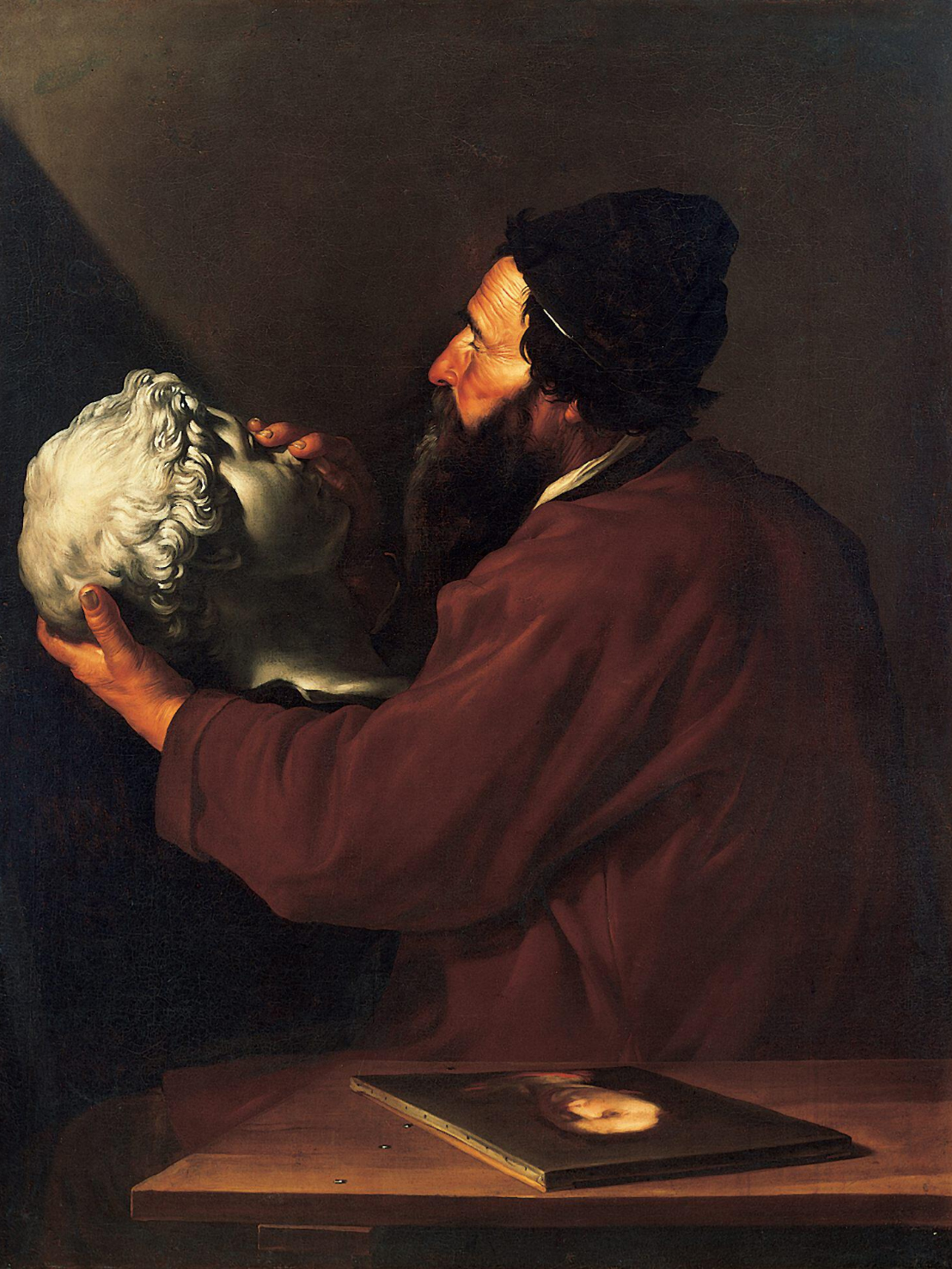
Jusepe de Ribera, Alegoria zmysłu dotyku, znany też, jako portret Gonnelliego

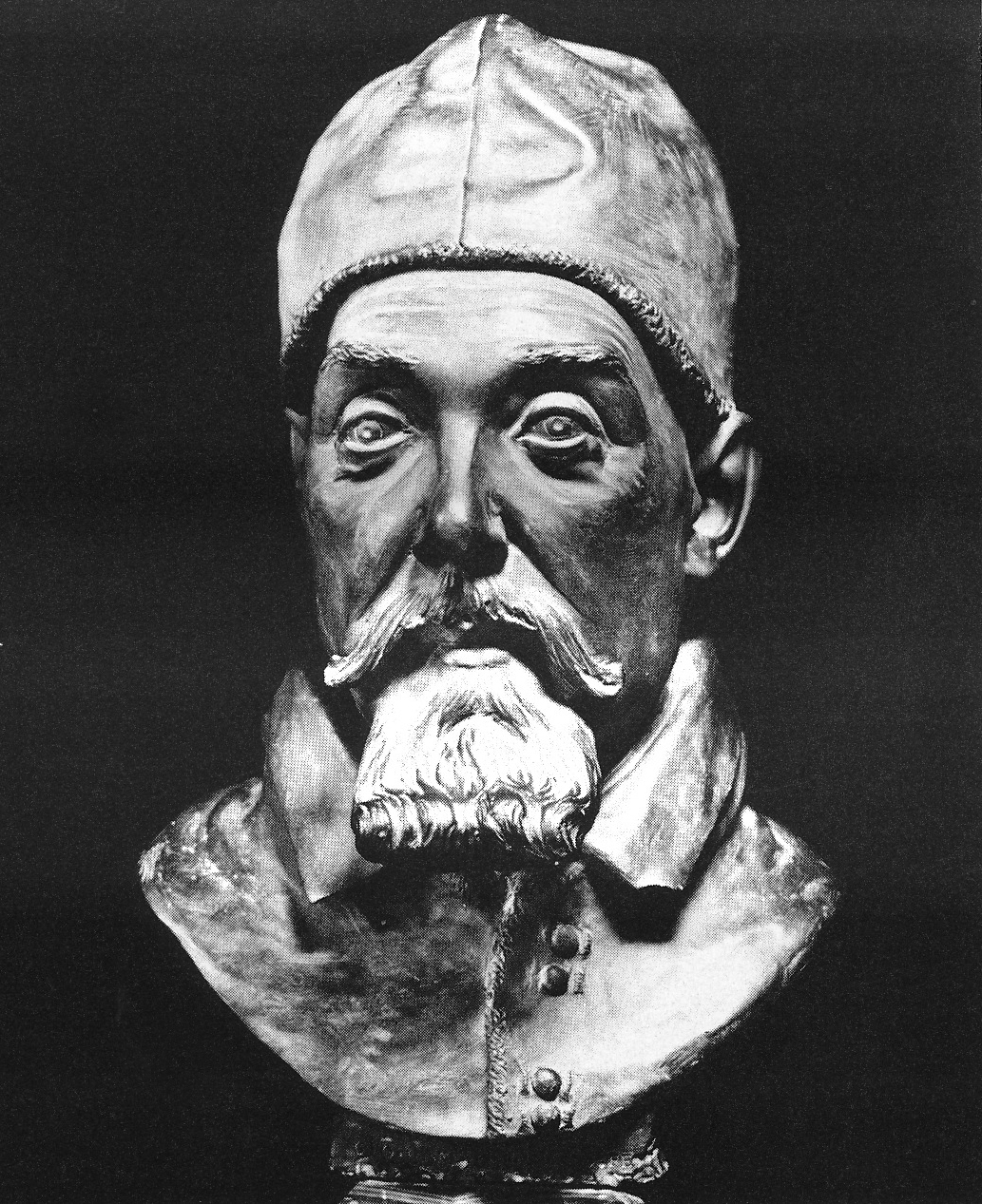
Popiersie Urbana VIII (1637)

Giovanni Gonnelli (ur. 4 kwietnia 1603 w Gambassi Terme w Toskanii, zm. 1664) znany również jako "Il Cieco da Gambassi" ("Ślepiec z Gambassi", włoski rzeźbiarz okresu baroku, urodził się w Gambassi w Toskanii. Jego biografię opisał biograf i historyk Filippo Baldinucci, autor biografii włoskich, francuskich i flamandzkich artystów okresu baroku.

## Życiorys
Według Baldinucciego, Gonnelli został odkryty przez księcia Mantui, Karola I Gonzagę w pracowni Pietro Tacca starszego uznawanego za wybitnego wykonawcę pomników, fontann, dekoracji architektonicznych i rzeźb sakralnych. Zatrudnienie w pracowni Tacco świadczy o wyjątkowych zdolnościach Gonnelliego i o tym, że mógłbyć anonimowym współautorem części projektów swojego mistrza.
Na zaproszenie księcia Gonzagi przeniósł się do Mantui, gdzie przeżył oblężenie miasta przez wojska niemieckie w 1630 roku, a także epidemię dżumy. W tym czasie (według Baldinucciego) z powodu niedostatku, wyczerpującej pracy i ciężkich przeżyć utracił wzrok. W następstwie ociemnienia Gonnelli powrócił do Toskanii. Tam zaczął rzeźbić w glinie, a jego prace wzbudziły uznanie i patronat m.in. wielkiego księcia Toskanii, Ferdynanda II Medyceusza i papieża Urbana VIII. Korzystając z zaproszenia udał się do Rzymu.
Baldinucci opisuje, że jeden z patronów zmusił go do pracy w ciemnym pomieszczeniu, aby sprawdzić, czy nie udaje ślepego. Wykonywał portrety po wnikliwym studiowaniu portretowanego rękoma. Gdy zamawiający był wysoko postawiony i tego sobie nie życzył, portret był wykonywany na podstawie woskowego modelu, aby uniknąć dotykania twarzy portretowanego. Wykonane przez niego portrety papieża i wielu dostojników znajdują się w muzeum Watykanu.